# Спинална анестезија
Спинална анестезија (СА) или лумбална анестезија је облик регионалне анестезије која се примењује у близини кичмене мождине. Убризгавањем локалног анестетика (и евентуално других лекова) у простор цереброспиналне течности (субарахноидални простор) на нивоу лумбалне кичме, инхибира се пренос сигнала у нервима који потичу из кичмене мождине. Током ове анестезије ствара се привремене, реверзибилне блокада симпатичког нервног система, губитак осетљивости и моторичких функција доње половине тела. 
Могући нежељени ефекти СА укључују флуктуације циркулације, мучнину и главобоље у леђима и након пункције, које се могу јавити у данима након процедуре. Озбиљније компликације као што су модрице или инфекције у близини кичмене мождине и оштећења нерва су ретке.
Пре примене СА неопходно је обавити разговор са пацијенатом у вези са процедуром, а неопходан је и прибавити потписани пристанак. Пошто се поступак обично изводи на будним или благо седираним пацијентима, пацијента треба детаљно упознати са индикацијама за спиналну анестезију и шта се очекује током примене и који су неураксијални, ризици и да пацијент схвати да ће имати мало или нимало могућности да помера доње екстремитете док се блок не реши.  Разговор са пацијентом може помоћи у ублажавању анксиозности.

## Историја
Метода СА, која је уведена у клиничку праксу крајем 19. века, посебно од стране Аугуста Бира и Теодора Туфијеа (1857–1929), не без претходника у Америци, изгубила је на значају са напретком у области опште анестезије. 
У 20. веку, нова сазнања о предностима регионалне анестезије код одређених група пацијената довела до обнављања примене ове технике. Као стандардна процедура анестезије, спинална анестезија се данас користи у великом броју операција на доњем трбуху, карлици, доњим екстремитетима и у акушерству и представља алтернативу другим регионалним процедурама у близини кичмене мождине као што је у лумбалној и торакалној регији.

## Анатомија и физиологија
Примена спиналне анестезије захтева одговарајуће позиционирање и разумевање неураксијалне анатомије. Циљ је давање одговарајуће дозе анестетике у интратекални (субарахноидални) простор.
Кичма се састоји од седам вратних, 12 грудних (торакалних), пет слабинских (лумбалних) и пет спојених крсних (сакралних) пршљенова. Различите кости пршљенова добијају своја имена на основу њиховог релативног положаја и структурних разлика. Пршљенови су наслагани од почетка до краја са зглобним зглобовима и лигаментима, и шупљег простора који пролази кроз њих који се назива кичмени канал. У овом каналу се налази кичмена мождина. Кичмени нерви излазе из кичменог канала преко бочних простора формираних између педикула из суседних пршљенова.
Спинална анестезија се изводи само у лумбалној области, посебно у средњем до ниском лумбалном делу како би се избегло оштећење кичмене мождине и такође да би се спречила активност интратекално убризганих лекова у горњим торакалним и вратним (цервикалним) регионима. Каудални крај кичмене мождине је медулларни конус и обично се налази на доњој граници првог или понекад другог тела лумбалног пршљена. Код педијатријских пацијената, он је мало инфериоран, углавном се завршава око тречег слабинског пршњена (Л3). У одраслој популацији, средња позиција конуса је доња трећина Л1 (опсег: средња трећина Т12 до горње трећине Л3). Варијације у позицијама конуса прате нормалну дистрибуцију. Није примећена значајна разлика у положају конуса између мушких и женских пацијената или са повећањем старости.
Како се дурална врећа обично протеже до С2/3  уметање кичмене игле за спиналну анестезију је обично у међупростору Л3/4 или Л4/5. Траума кичмене мождине је вероватнија када се бирају виши међупростори, посебно код гојазних пацијената.
На уласку, и почевши од коже, игла пролази кроз бројне структуре, које   зависе од приступа..
Разумевање дерматомске анатомије је императив за разумевање нивоа блокаде циљних структура. На пример, за царски рез доњег абдомена, рез се обично прави испод Т10 дерматома. Међутим, потребно је покривање до Т4 дерматома да би се спречила нелагодност или бол услед трзања перитонеума; ово је посебно евидентно код манипулације материцом. 

## Индикације
Спинална анестезија се користи као једина врста анестезије или у комбинацији са општом анестезијом за већину процедура испод врата. Употреба спиналне анестезија је уобичајена за хируршке процедуре које обухватају доњи абдомен, карлицу, перинеум и доње екстремитете и благотворна је за захвате испод пупка.
Спинална анестезија је најбоља за кратке процедуре. За дуже процедуре или процедуре које би угрозиле дисање, општа анестезија је обично пожељнија.

## Контраиндикације

### Апсолутне контраиндикације
Апсолутне контраиндикације су:
- недостатак сагласности пацијента,
- повишен интракранијални притисак, првенствено због интракранијалне масе,
- инфекције на месту захвата (ризик од менингитиса).

### Релативне контраиндикације
Релативне контраиндикације су:
- Претходно постојеће неуролошке болести (нарочито оне које расту и нестају, нпр. мултипла склероза)

- Тешка дехидрација (хиповолемија), због ризика од хипотензије - фактори ризика за хипотензију укључују хиповолемију, старост преко 40 до 50 година, хитну операцију, гојазност, хроничну конзумацију алкохола и хроничну хипертензију.

- Тромбоцитопенија или коагулопатија (посебно уз епидуралну анестезију, због ризика од епидуралног хематома)

Остале релативне контраиндикације су:
- тешка митрална и аортна стеноза
- опструкција излаза леве коморе као што се види код хипертрофичне опструктивне кардиомиопатије.

У условима коагулопатије, постављање неураксијалног блока захтева поновну процену. Америчко друштво за регионалну анестезију (АСРА) објављује ажуриране смернице које детаљно описују време за неураксијалну анестезију за пацијенте на оралним антикоагулансима, антиагрегантима, тромболитичкој терапији, нефракционисаном хепарину и хепарину мале молекуларне тежине. 

## Анестетици
Најчешћи анестетици који се користе у спиналној анестезији су:
- 5% лидокаин,
- 0,5% бупивакаин,
- 4% мепивакаин (за чију употребу је потребна посебна дозвола).

Лидокаин је традиционални спинални анестетик који се у ту сврху користи више од 50 година. Лидокаин се дуго сматрао безбедним, али је такође утврђено да је његова употреба повезана са случајевима пролазног постоперативног бола. Употреба и безбедност лидокаина у вези са спиналном анестезијом је питање о којем се расправља. Међутим, нису добијени јасни и јаки докази о супериорности других анестетика у односу на лидокаин. 

## Клинички значај
Спинална анестезија нуди многе предности које нису доступне са општом анестезијом. Она је омогућила извођење многих великих захвата на будном пацијенту. На пример, царски рез се може боље и безбедније извести путем неураксијалне анестезије него са општом анестезијом, што омогућава успостављање везе између мајке и њеног новорођенчета да се одигра одмах.
Неураксијална анестезија се показала као користан додатак општој анестезији. Употреба торакалних епидурала као постоперативног модалитета бола код пацијената након торакотомије помогла је да се побољша респираторни статус пацијената. 
Остали корисни ефекти су:
- боља контрола бола од интравенских наркотика,
- мања потреба за системским опиоидима,
- ранији опоравак функција црева,
- лакше учешће у физикалној терапији.

## Безбедност
Спинална анестезија је генерално сигурна процедура. Њом се постиже анестезија довољна за хируршке процедуре без главних недостатака опште анестезије, као што су ризици везани за респираторне функције или умор и мучнина у вези са анестетиком. 
Спинална анестезија, као и епидурална анестезија, изазива пролазну блокаду симпатичког нервног система . Клинички најзначајнија последица овога је проширење крвних судова и тренутни пад крвног притиска. Добар компензациони капацитет пацијентовог циркулаторног система и довољна запремина крви спречавају прекомерни пад крвног притиска. Ако је потребно, снажан пад крвног притиска може се контролисати било лековима који подржавају крвни притисак или трансфузијама течности.
Пункција дуре која је потребна за спиналну анестезију може оставити рупу у дури која испушта кичмену течност. Ово је обично безопасно, али пацијенту може изазвати главобољу због смањења притиска цереброспиналне течности. Главобоља повезана са спиналном анестезијом се погоршава када пацијент устанет Учесталост главобоље може се смањити употребом довољно танке игле. Развој кичмених игала је заиста смањио учесталост главобоља,  а у данашње време главобоље су ретке као последица.  Пошто је главобоља након кичмене пункције бенигна и пролазна тегоба, њено избегавање не би требало да води избор величине и дизајна игле. 
Ако се појави главобоља, она се обично побољшава 1-3 дана након спиналне анестезије.  Ако је потребно, главобоља након спиналне ињекције може се лечити и епидуралном крвном мрљом, коју изводи анестезиолог који је вешт у спиналним или епидуралним ињекцијама. 
Мучнина или повраћање се такође могу јавити након анестезије. Међутим, спинална анестезија не узрокује ове недостатке чешће од епидуралне анестезије.